# Dolní Nětčice
Dolní Nětčice jsou obec ležící v okrese Přerov. Žije zde 259 obyvatel.
Na území obce se nachází zemědělské letiště, myslivecká střelnice, dětský stanový tábor a také fotbalové a volejbalové hřiště.

## Název
Název vesnice byl odvozen od osobního jména Nětek nebo Nětka, což byly domácké podoby jména Nět(o)mír (v jehož základu je nietiti – "rozněcovat"). Význam místního jména byl "Nětkovi lidé".

## Historie
První písemná zmínka o obci pochází z roku 1384.

## Galerie

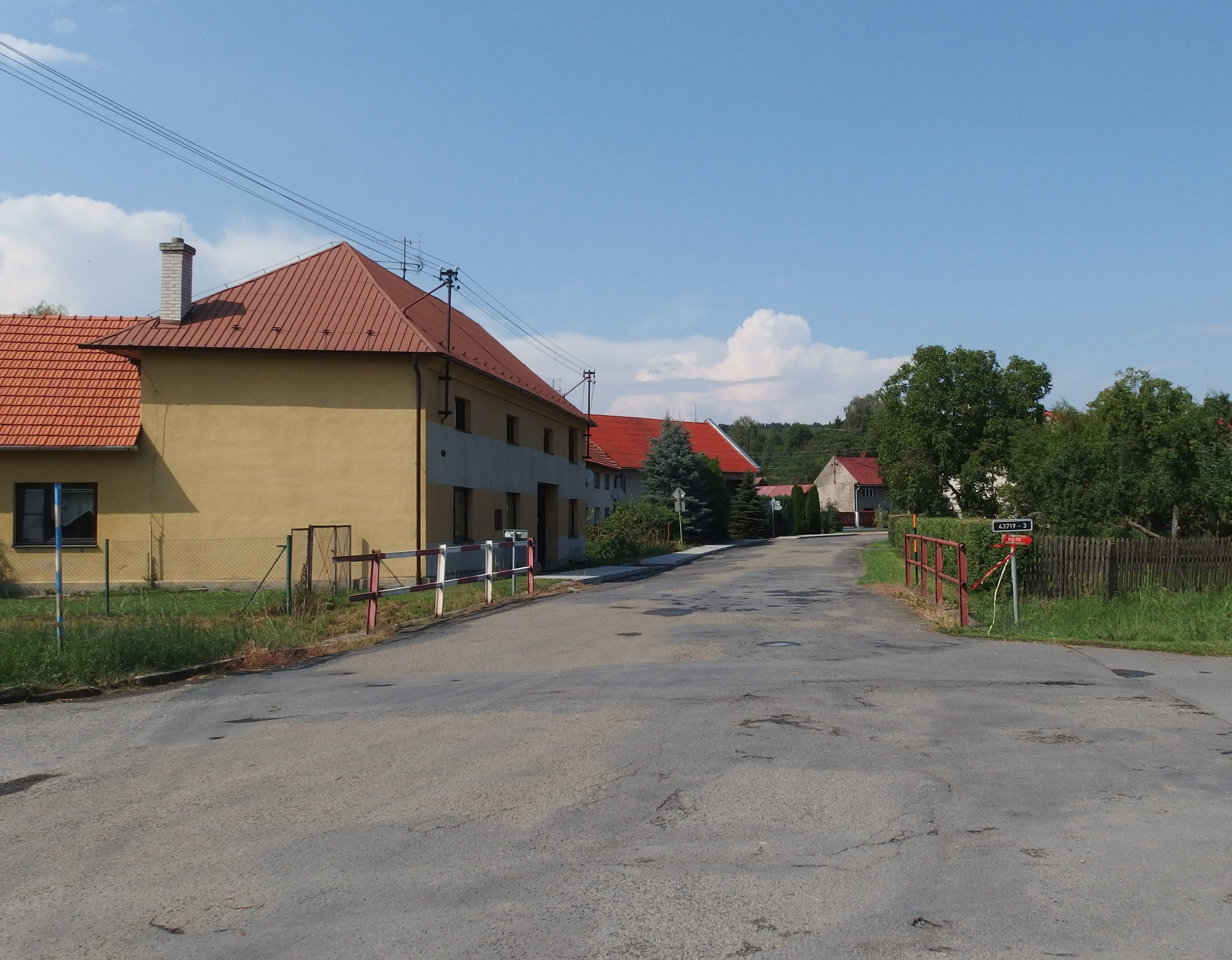
Střed obce
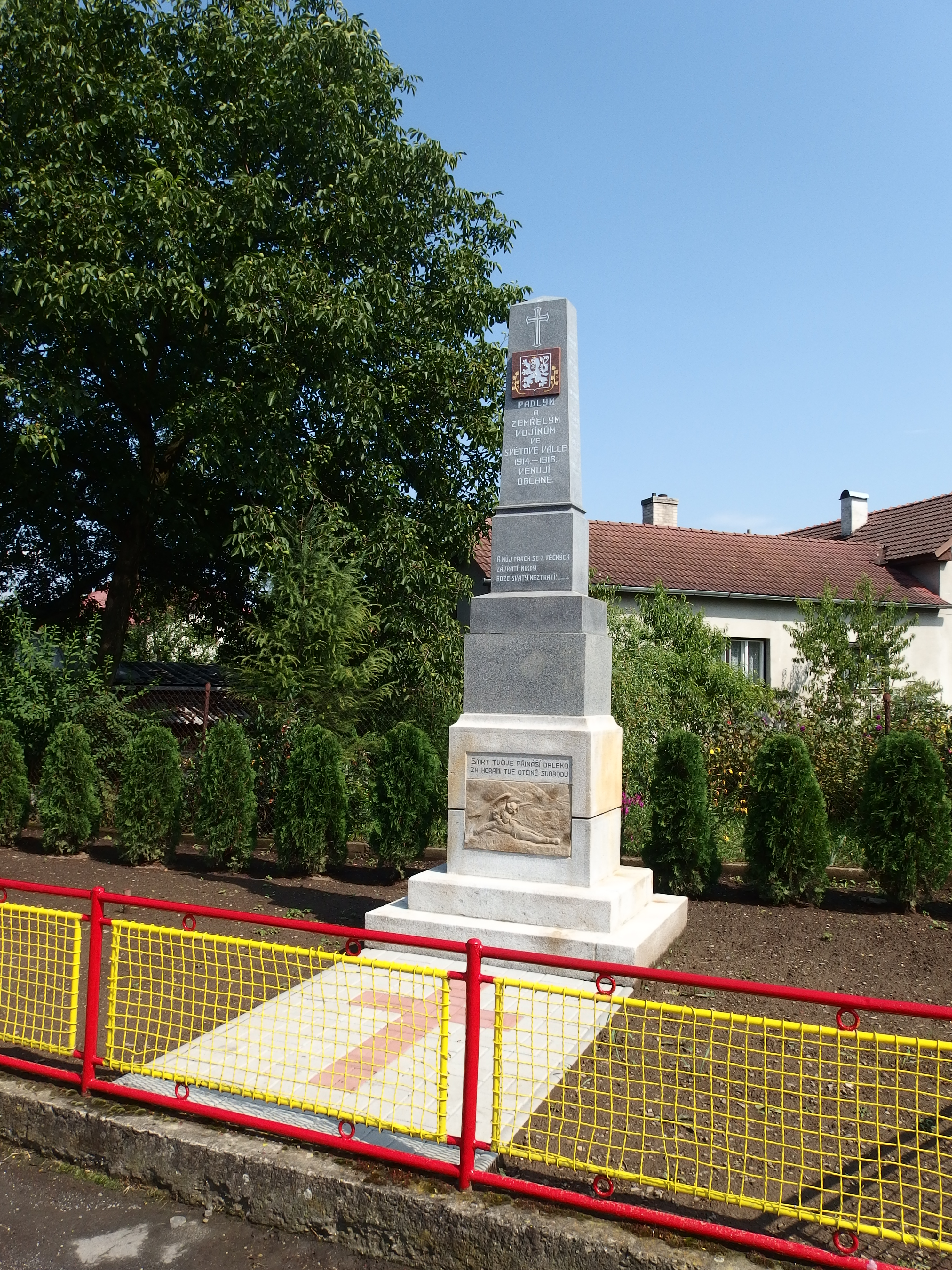
Pomník
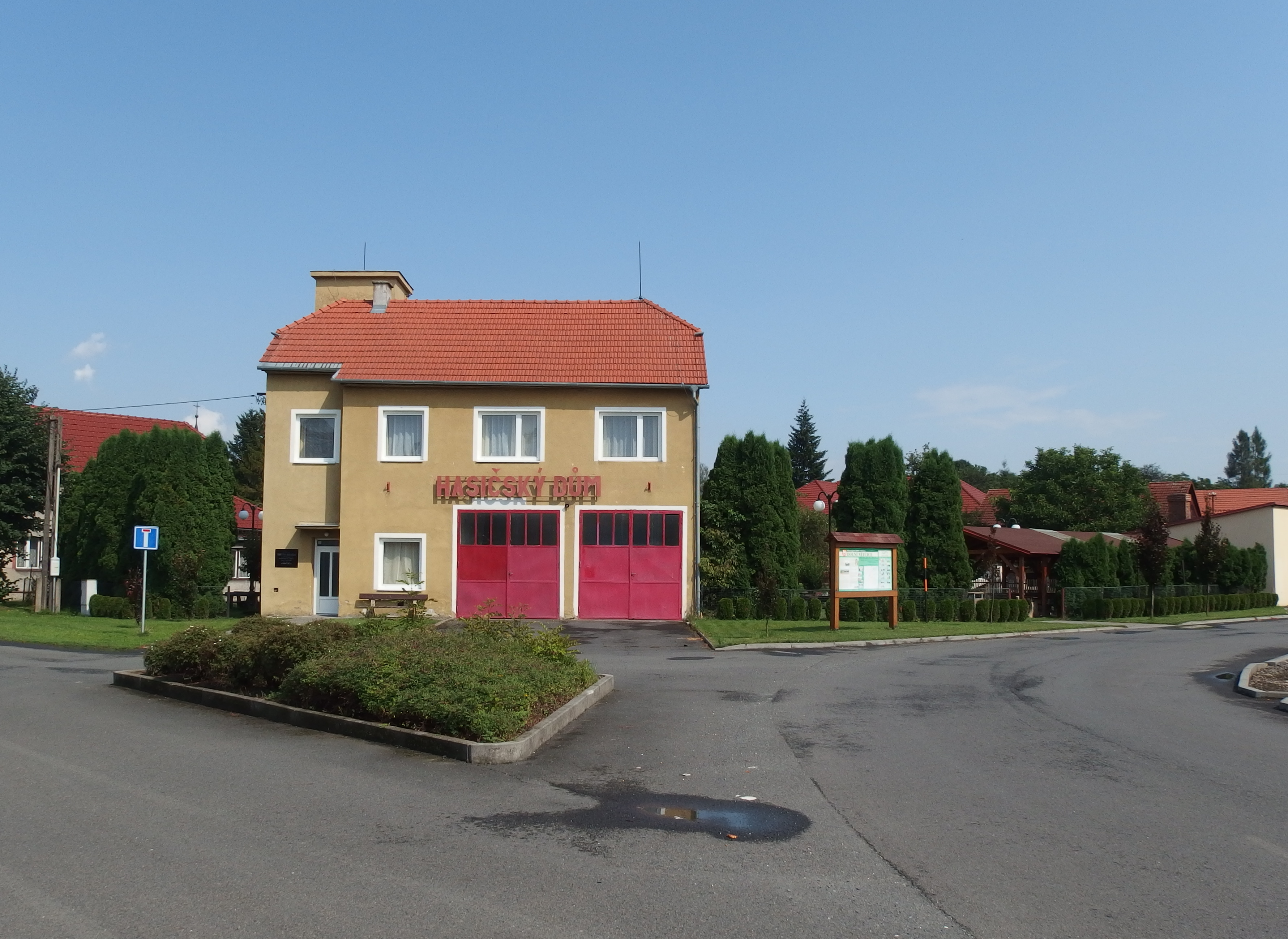
Hasičský dům
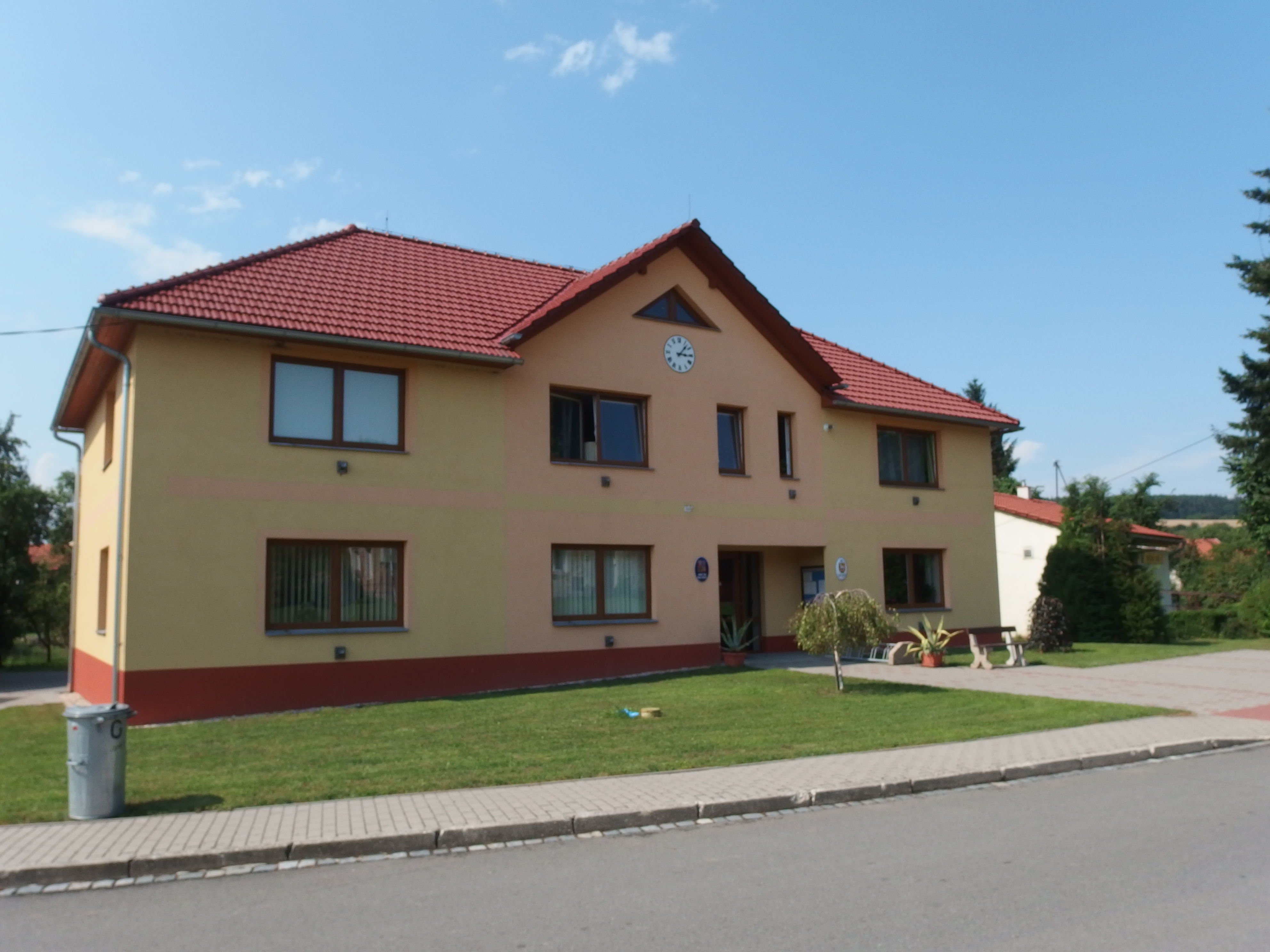
Obecní úřad
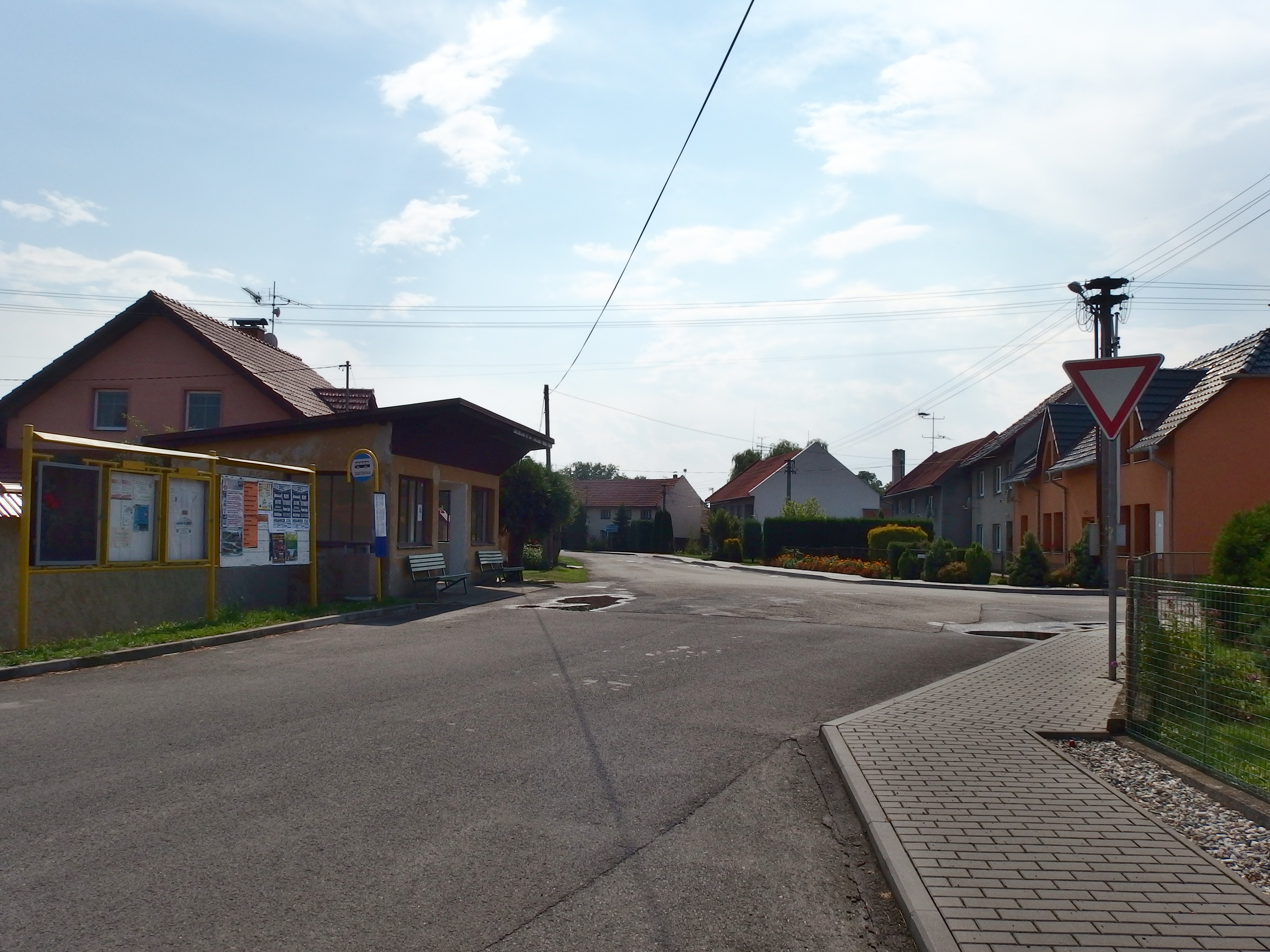
Autobusová zastávka